# Vidal Vidal i Culleré
Vidal Vidal i Culleré (Arbeca, les Garrigues, 1958) és un escriptor i articulista provinent del dret amb un fort lligam a les terres de Ponent.

## Biografia[1]
Vidal va néixer a Arbeca l'any 1958. Estudiaria a l'escola del poble i, més tard, al Col·legi dels Caputxins de les Borges Blanques, a Barcelona i a l'Institut Màrius Torres de Lleida. Es traslladà de nou a Barcelona per estudiar dret, cosa que li va permetre involucrar-se activament en l'agitació social, política i cultural que vivia el país, records que plasmaria amb el pas dels anys en la seva pròpia escriptura. Milità primer al Front Nacional de Catalunya i, des de 1986, a Esquerra Republicana de Catalunya, quelcom determinant en la seva tasca com a articulista.

## Obra[2]
Pel que fa a l'obra literària de Vidal Vidal, es caracteritza pel seu compromís explícit amb el país i amb les terres de Ponent. Així el definia en la solapa del llibre L'oració dels perduts Josep Vallverdú, de qui en va ser alumne al Col·legi dels Caputxins de Les Borges Blanques, al guanyar el premi Josep Vallverdú d'assaig:
«Vidal Vidal és un tipus dels que, de tant en tant, surten per aquests indrets, amb la frescor d'un bolet xop, amb la persistent tossuderia de la grama, i amb l'olor del timó. Fou un estudiant sobresortint, dels que fan l'efecte que no necessiten esforç per empassar-se els programes. […] hauria pogut ben bé tirar per estudiós etern, i hauria estat un savi. Però ell, si bé va fer la Universitat que li tocava, estava preocupat pel país, i ho continua estant: i ha optat per trepitjar-lo amunt i avall, i sacsejar les ones de la ràdio des de Mollerussa, cada setmana, i estar alerta al que passa i al que podria passar. És un servidor de la pàtria sense més qualificatius. Crec en la projecció de les idees damunt la gent, i en el poder de la comunicació. Ell no ho sap, però és pedagog en tota la seva llargada.»
Si bé aquest autor és una de les principals influències de la seva obra, també ho són Josep Maria Espinàs, Josep Estadella i Arnó o Manuel Herrera i Ges., a qui cita en les seves obres de literatura de viatges.
- Les rutes de Ponent I. L'oració dels perduts (Institut d'Estudis Ilerdencs, 1987)
- Les rutes de Ponent II. El país de les pomes (Virgili i Pagès, 1988)
- Les rutes de Ponent III. La porta del cel (Virgili i Pagès - 1989)
- Geografia impúdica (Empúries,1990)
- Les rutes de ponent IV. El centre del món (Pagès, 1990)
- Tots venim d'Arbeca (Empúries, 1993)
- Els imprecisos límits de l'ànima (Pagès, 1995)
- La ciutat de l'oblit (Pagès, 1998)
- Del Pirineu a l'Ebre (Proa, 1999)
- De costa a costa (Pagès, 1999)
- El País de l'Eix: en cotxe per la Catalunya de l'Eix Transversal (Pòrtic, 2000)
- Salvatge Oest (Planeta, 2001)
- Esperaré el dia i la nit (Planeta, 2002)
- Com és que el cel no cau? (Proa, 2004)
- Nit endins (Pagès, 2011)
- La meitat de zero (Pagès, 2013)
- L'assassí que llegia Vidal Vidal (Tres i Quatre, 2016)
- El refugi dels dies (Pagès, 2022)[3]